# Bill Cullen
Pour les articles homonymes, voir Cullen.
Bill Cullen est un acteur américain né le 18 février 1920 à Pittsburgh, Pennsylvanie (États-Unis), mort le 7 juillet 1990 à Bel Air (Californie), d'un cancer du poumon.

## Filmographie
- 1952 : Winner Take All (série TV, 1952) (série TV) : Host
- 1953 : The Bill Cullen Show (série TV) : Host
- 1953 : Name That Tune (série TV) : Emcee (1954-1955)
- 1949 : Stop the Music (série TV) : Host (1954-1955)
- 1978 : Pass the Buck (série TV) : Host (1978)
- 1980 : Chain Reaction (série TV) : Host (1980)